# إيما هاريسون
إيما هاريسون (بالإنجليزية: Emma Harrison)‏ هي ممثلة نيوزيلندية وأسترالية، ولدت في 1974 في كرايستشرش في نيوزيلندا.

## وصلات خارجية
- إيما هاريسون على موقع IMDb (الإنجليزية)
- إيما هاريسون على موقع قاعدة بيانات الفيلم (الإنجليزية)
- إيما هاريسون على موقع كينوبويسك (الروسية)